# 조지아 황금기
조지아 황금기(조지아어: საქართველოს ოქროს ხანა, 로마자: okros khana)는 대략 11세기 후반에서 13세기 초반에 걸친 중세의 역사적인 시대이며, 이 기간 동안 조지아 왕국은 정치적·경제적 힘의 정점에 이르렀다. 이 시기에는 군사적인 팽창 외에도 건축 양식, 회화 기법 및 문학 등의 대단한 발전이 이루어졌으며, 이것은 조지아 정교회 미술의 번영과 세속적인 문학 작품들의 빈번한 탄생으로 자주 표현되었다.
2세기 이상 지속된 황금기는 몽골과 같은 유목세력들의 지속적인 침입과 흑사병의 확산으로 인해 점진적으로 끝을 맺었다. 오스만 제국이 콘스탄티노플을 함락시키면서 전통적인 동맹국이었던 동로마 제국이 멸망함에 따라, 조지아의 약화는 더욱 명백해지고 가시화되었다. 이러한 일련의 사건들의 결과로, 15세기에 이르러 조지아는 크게는 기독교 문화권의 유럽 세력들과 단절되었으며, 작게는 적대적인 튀르크-페르시아계 이슬람 국가들에 둘러싸여 분열되고 고립된 소규모 정치 집단들로 전락해버리고 말았다.

## 같이 보기
- 덴마크 황금기
- 네덜란드 황금시대
- 이슬람의 황금기
- 스페인 황금기